# Adlen Griche
 (février 2020).
Si vous disposez d'ouvrages ou d'articles de référence ou si vous connaissez des sites web de qualité traitant du thème abordé ici, merci de compléter l'article en donnant les références utiles à sa vérifiabilité et en les liant à la section « Notes et références ».
Adlen Griche est un footballeur algérien né le 3 mars 1979 à Constantine. Il évoluait au poste de défenseur central.

## Biographie
Le 21 juin 2009, Griche a été prêté pour le club jordanien, Shabab Al-Ordon.

## Palmarès
- Vice-champion d'Algérie en 2000 avec le MO Constantine.
- Finaliste de la coupe d'Algérie en 2011 avec l'USM El Harrach.
- Accession en Ligue 1 en 2016 avec le CA Batna.